# Oberea sericeiventris
Oberea sericeiventris là một loài bọ cánh cứng trong họ Cerambycidae.